# Henryk Ross
Henryk Ross, född 1 maj 1910 i Warszawa, död 1 maj 1991, var en polsk judisk fotograf anställd av statistikavdelningen för Judenrat i Łódź getto under den nazistiska ockupationen av Polen. Han är känd för att han med risk för upptäckt och repressalier med sin kamera skapade en unik dokumentation av nazistiska övergrepp.

## Biografi
I sitt arbete som fotograf dokumenterade Ross med risk för upptäckt och repressalier nazistiska övergrepp som till exempel offentliga avrättningar, samtidigt som han var betrodd av ockupationsmaktens administration.
En av hans officiella uppgifter var att ta fotografier för ID-handlingar. Ross anordnade en plattform i tre nivåer i sin studio vilket möjliggjorde att fotografera upp till tolv personer i en och samma bild. Myndigheterna tillhandahöll enbart den mängd film som bedömdes behövas för hans arbetsuppgifter, men genom detta arrangemang räckte den tilldelade filmen även till för hans icke-auktoriserade fotografiverksamhet.
Hans inofficiella bilder avbildar olika händelser i vardagen, firande av högtider, barn som rotar efter matrester och stora grupper av judar som förs mot deportation och lastas in i godsvagnar. När gettot avvecklades under hösten 1944 grävde Ross ner sina bilder och negativ i en låda i hopp om att de skulle kunna återfinnas senare som historiska dokument. Han lyckades gräva upp lådan i januari 1945, efter att Röda armén befriat Polen. Mycket av hans material var förstört eller skadat av vatten, men ungefär hälften av hans 6 000 bilder kunde räddas åt eftervärlden.
Ross vittnade senare vid rättegången 1961 mot Adolf Eichmann.